# شیونگمی
شیونگمی (به لاتین: Xiongmei) یک شهرک در جمهوری خلق چین است که در Xainza County واقع شده‌است. شیونگمی ۴٬۶۴۴ متر بالاتر از سطح دریا واقع شده‌است.